# Baterno
Baterno je španělské město situované v provincii Badajoz (autonomní společenství Extremadura).

## Poloha
Obec leží na hranici s Kastilií-La Manchou. Je 205 km vzdálená od města Badajoz a nachází se v okrese La Siberia a soudním okrese Herrera del Duque.

## Historie
Obec byla jako osada založena v 16. století. V roce 1834 spadala pod soudní okres Puebla de Alcocer. V roce 1842 čítala 58 domácností a 240 obyvatel.

## Demografie
| Populace obce Baterno z let (1842–2010) | Populace obce Baterno z let (1842–2010) | Populace obce Baterno z let (1842–2010) | Populace obce Baterno z let (1842–2010) | Populace obce Baterno z let (1842–2010) | Populace obce Baterno z let (1842–2010) | Populace obce Baterno z let (1842–2010) | Populace obce Baterno z let (1842–2010) | Populace obce Baterno z let (1842–2010) | Populace obce Baterno z let (1842–2010) | Populace obce Baterno z let (1842–2010) | Populace obce Baterno z let (1842–2010) | Populace obce Baterno z let (1842–2010) | Populace obce Baterno z let (1842–2010) | Populace obce Baterno z let (1842–2010) | Populace obce Baterno z let (1842–2010) | Populace obce Baterno z let (1842–2010) | Populace obce Baterno z let (1842–2010) |
| --------------------------------------- | --------------------------------------- | --------------------------------------- | --------------------------------------- | --------------------------------------- | --------------------------------------- | --------------------------------------- | --------------------------------------- | --------------------------------------- | --------------------------------------- | --------------------------------------- | --------------------------------------- | --------------------------------------- | --------------------------------------- | --------------------------------------- | --------------------------------------- | --------------------------------------- | --------------------------------------- |
| 1842                                    | 1857                                    | 1860                                    | 1877                                    | 1887                                    | 1897                                    | 1900                                    | 1910                                    | 1920                                    | 1930                                    | 1940                                    | 1950                                    | 1960                                    | 1970                                    | 1981                                    | 1991                                    | 2001                                    | 2010                                    |
| 240                                     | 339                                     | 333                                     | 367                                     | 415                                     | 302                                     | 398                                     | 451                                     | 538                                     | 619                                     | 601                                     | 608                                     | 565                                     | 531                                     | 481                                     | 433                                     | 390                                     | 355                                     |

## Svátky
- Día del Pino (Bílá sobota),
- Fiestas de la Virgen del Fuego, 20. srpen,
- Fiestas de San Andrés, 30. září.

## Odkazy

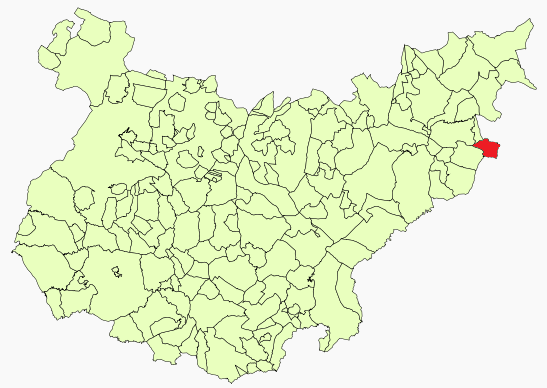
Poloha obce v provincii Badajoz